# Kassalikviditet
Kassalikviditet indikerar ett företags kortsiktiga betalningsförmåga. En kassalikviditet om 100 % eller mer innebär att kortfristiga skulder kan betalas direkt. Detta förutsätter dock att omsättningstillgångarna kan användas direkt.
En kassalikviditet om under 100 %, där lager eller pågående arbeten inte kan användas direkt, betyder att företaget kan behöva göra sig av med långsiktiga tillgångar som byggnader eller utrustning, eller behöva ta lån för att betala sina kortfristiga skulder.
En tumregel är att kassalikviditeten ska ligga på minst 100 %.
Formeln för att räkna ut den är: omsättningstillgångar (ibland även inklusive outnyttjad checkräkningskredit) exklusive lager delat med kortfristiga skulder inklusive föreslagen utdelning.